# Пунта Сека (Калтанисета)
Пунта Сека је насеље у Италији у округу Калтанисета, региону Сицилија.
Према процени из 2011. у насељу је живело 32 становника. Насеље се налази на надморској висини од 38 м.